# بيرو الأحمق
بيرو الأحمق (بالفرنسية: Pierrot le Fou)‏ هو فيلم فرنسي من إخراج جان لوك غودار وبطولة جان بول بلموندو وآنا كارينا، صدر الفيلم في 5 نوفمبر 1965.

## روابط خارجية
- بيرو المجنون على موقع IMDb (الإنجليزية)
- بيرو المجنون على موقع الموسوعة البريطانية (الإنجليزية)
- بيرو المجنون على موقع روتن توميتوز (الإنجليزية)
- بيرو المجنون على موقع نتفليكس (الإنجليزية)
- بيرو المجنون على موقع ألو سيني (الفرنسية)
- بيرو المجنون على موقع Turner Classic Movies (الإنجليزية)
- بيرو المجنون على موقع أول موفي (الإنجليزية)
- بيرو المجنون على موقع فيلمافينيتي (الإسبانية)
- بيرو المجنون على موقع قاعدة بيانات الأفلام السويدية (السويدية)
- بيرو المجنون على موقع قاعدة بيانات الفيلم (الإنجليزية)